# Anna Csiki
Anna Júlia Csiki, född den 14 november 1999, är en ungersk fotbollsspelare (mittfältare) som spelar för Tottenham sedan hösten 2024. Hon har tidigare spelat för damallsvenska BK Häcken. Hon värvades under säsongen 2020 och svarade för 16 matcher och 1 mål under sin första säsong i Damallsvenskan. Csiki spelade tidigare för den ungerska klubben Ferencvaros och har gjort flera landskamper för Ungern.